# Ursula Happe
Ursula Happe, née Krey le 20 octobre 1926 à Dantzig et morte le 26 mars 2021 à Dortmund,,, est une ancienne nageuse allemande.
Son plus grand succès sportif est sa victoire aux Jeux olympiques de 1956 à Melbourne en 200 mètres brasse. Elle a aussi détenu le record du monde de cette discipline.
Elle est élue sportive de l'année en Allemagne en 1954 et 1956. En 1997, elle est nommée au International Swimming Hall of Fame.

## Palmarès
- Jeux olympiques d'été de 1956 de Melbourne
  -  Médaille d'or sur 200 m brasse

- Championnats d'Europe 1954
  -  Médaille d'or sur 200 m brasse
  -  Médaille de bronze sur 100 m papillon

- Championnats d'Allemagne
  - 18 titres dans différentes disciplines